# Onomacritus
Onomacritus (ca. 530 - 480 v.Chr.), ook bekend onder de namen Onomacritos en Onomakritos, was een Griekse samenvatter van orakels, die leefde aan het hof van de tiran Pisistratus in Athene. Van hem is bekend dat hij een uitgave van de gedichten van Homerus heeft voorbereid, daarnaast was hij een vervalser van oude orakels en gedichten.
Herodotus verteld dat Onomacritus door Pisistratus was ingehuurd om de orakels van Musaeus samen te vatten, maar dat Onomacritus hierin zijn eigen vervalsingen inbracht, die werden ontdekt door Lasus van Hermione. Het resultaat was dat Onomacritus verbannen werd uit Athene door Hipparchus, de zoon van Pisistratus. Volgens Herodotus, ging Onomacritus naar Xerxes I, de koning van Perzië, om met zijn orakelteksten, te beslissen over de oorlog met Griekenland.
Pausanias schrijft verschillende gedichten onder de namen Musaeus en Orpheus toe aan Onomacritus  (1.22.7). Om de aanwezigheid van Titaan Anytos van Lycosura te verklaren, zegt hij dat "Onomacritos nam de namen van de Titanen van Homer en organiseerde orgiën voor  Dionysus en maakte de Titanen de daadwerkelijke spelers in het lijden van Dionysos" (Pausanias 8.37.5). Daardoor is Onomacritos voor een belangrijk deel verantwoordelijk voor de mythologie die ontstaan is over de Titanen.